# Annie Oakley (film 1894)
Annie Oakley – amerykański film niemy z 1894 roku, przedstawiający strzelec wyborową Annie Oakley, strzelającą do kilku przedmiotów. Trwa 21 sekund.
Film został nagrany 1 listopada 1894.